# Christina Schäffner
Christina Schäffner (Schlotheim, 29 de julio de 1950) es una traductóloga alemana y profesora en la Universidad de Aston, Birmingham.

## Biografía
Christina Schäffner se crio en Turingia, Alemania, donde asistió a la escuela secundaria en Mühlhausen. En 1969, empezó a estudiar para convertirse en profesora de ruso e inglés para adultos y, en 1973, completó sus estudios. El curso pertenecía al departamento de Lingüística Teórica y Aplicada (Theoretische und Angewandte Sprachwissenschaft TAS) de la Universidad de Karl-Marx en Leipzig. Más adelante, obtuvo su doctorado en investigación de lenguaje técnico en el ámbito de la política bajo la tutela de Rosamarie Gläser. Al mismo tiempo, empezó a mostrar interés en la traductología y atendió a conferencias de Otto Kade y Albrecht Neubert, entre otros.
Tras finalizar su doctorado en 1977, trabajó en el campo de la traductología inglesa en el departamento de TAS de la Universidad de Leipzig, dando clases de inglés, traducción e interpretación. De 1982 a 1992, Christina Schäffner lideró un grupo de trabajo en la Academia Sajona de Ciencias de Leipzig (Sächsischen Akademie der Wissenschaften SAW) que llevó a cabo una investigación sobre vocabulario político, lingüística del texto y traductología. 
Durante ese tiempo, Schäffner participó en varios eventos, como el Congreso AILA de Bruselas en 1984, y actuó como ponente en conferencias de traductología. En 1989 tuvo la oportunidad de enseñar traductología en la Universidad Estatal de Kent, Ohio, por un semestre. Al volver de Kent, la República Democrática Alemana (RDA) se encontraba en un período de transición y el futuro de su grupo de trabajo en SAW era incierto.. En ese momento, se abrió una vacante en el departamento de alemán de la Universidad de Aston, Birmingham, y Schäffner ocupó el puesto. Desde 1992, ha impartido clases de traductología, interpretación y análisis de textos a estudiantes de grado y de posgrado en la Universidad de Aston.
Schäffner compagina su trabajo en Aston con su investigación sobre la metáfora y el análisis de textos políticos, temas sobre los que ha publicado numerosos artículos. También ha organizado conferencias, talleres y ha ayudado a establecer un enfoque funcionalista en la traducción en la Universidad de Aston, en vez de la práctica tradicional. A partir de ese cambio, se crearon nuevos grados superiores en el campo de la traducción. Además, Schäffner organizó seminarios como parte de la serie Current Issues in Language and Society (CILS).
Durante muchos años,  Schäffner ha estado dando clase a estudiantes doctorales de traductología a menudo como parte de los cursos de verano CETRA de la Universidad KU Leuven, de los que fue profesora titular en 2011. Además, es responsable de uno de los cuatro proyectos del programa de formación Red de Formación Inicial Marie Curie TIME, puesto en marcha en colaboración con la Comisión Europea. Schäffner fue la jefa del comité organizador de la 6ª Conferencia Internacional de Enlaces Críticos (Internationalen Critical Link-Konferenz), celebrada en la Universidad de Aston del 26 al 30 de julio de 2010.
Por otra parte, Christina Schäffner es miembro de la Sociedad Europea de Estudios de Traducción (EST), representante de la Red Nacional de Traducción (National Network for Translation) de la Universidad de Aston, y miembro del comité director de OPTIMALE, una red Erasmus para mejorar la educación profesional de los traductores en Europa. De 2007 a 2009, fue también miembro del EMT Expert Group, establecido por la Comisión Europea con el objetivo de mejorar la calidad de los programas europeos de Máster en el campo de la traducción.